# Jacques Chevalier (acteur)
Pour les articles homonymes, voir Jacques Chevalier et Chevalier.
Jacques Chevalier, né le 28 décembre 1928 à Paris, est un acteur français actif entre 1936 et 2002.

## Filmographie
- 1936 : Ménilmontant  de René Guissart - Lulu
- 1937 : Gigolette de Yvan Noé
- 1937 : L'Homme du jour de Julien Duvivier - Félix
- 1937 : Un scandale aux Galeries de René Sti
- 1940 : Menaces de Edmond T. Gréville - Le deuxième gosse (non crédité)
- 1948 : L'Armoire volante de Carlo Rim
- 1952 : Les Dents longues de Daniel Gélin
- 1957 : Que les hommes sont bêtes de Roger Richebé
- 1959 : Guinguette de Jean Delannoy
- 1963 : Le Glaive et la Balance de André Cayatte
- 1968 : Salut Berthe !  de Guy Lefranc - François
- 1969 : L'Américain de Marcel Bozzuffi
- 1970 : L'Aveu de Costa-Gavras - Un journaliste
- 1971 : Un beau monstre de Sergio Gobbi - Un inspecteur de police
- 1974 : Marseille contrat de Robert Parrish
- 1976 : Le Locataire de Roman Polanski - Le patron
- 1976 : Folies bourgeoises de Claude Chabrol - Le réceptionniste
- 1978 : Ne pleure pas de Jacques Ertaud
- 1982 : Josepha de Christopher Frank - Premier assistant du film
- 1982 : Tir groupé de Jean-Claude Missiaen - Un voyageur première classe
- 1984 : Le Sang des autres de Claude Chabrol - Le premier flic
- 2002 : L'Odyssée d'Alice Tremblay de Denise Filiatrault - Fou du Roi 2

### Télévision
- 1967 : Salle n° 8, série télévisée de Robert Guez et Jean Dewever - Le marchand de Loterie (ép. 39)
- 1970 : De la belle ouvrage, téléfilm de Maurice Failevic - Un syndicaliste
- 1973 : La ligne de démarcation saison 1 - épisode 1 : Raymond - Le fonctionnaire
- 1973 : Arsène Lupin - série télévisée :
  - saison 2 - épisode 2 : Arsène Lupin prend des vacances  -  Le second inspecteur
- 1974 : L'Engrenage, téléfilm de Maurice Failevic - Un contremaître
- 1975 : Amigo, téléfilm de Philippe Joulia
- 1976 : Comme du bon pain, mini série de Philippe Joulia - Albert Pelletier
- 1976 et 1978 Les Brigades du Tigre, série télévisée :
  - 1978 : saison 3 - épisode 1 : Bonnot et compagnie de Victor Vicas -  L'infirmier
  - 1976 : saison 4 - épisode 6 : L'ange blanc de Victor Vicas - L'infirmier
- 1977 : Les Cinq Dernières Minutes - série télévisée : 
  - saison 3 - épisode 11 : Nadine
- 1978 : Le Franc-tireur, téléfilm de Maurice Failevic
- 1980 : Le Mandarin, téléfilm de Patrick Jamain - Pierron

### Série d'animation
- Clémentine (mini série) - Le Véreux  (la voix)
  - saison 1 - épisode 18 : Clémentine au Canada: la cabane des Batifole
  - saison 1 - épisode 19 : Clémentine au Canada: les gorges des mille échos

## Doublage

### Cinéma

#### Films
- 1942[1] : Casablanca : le pickpocket (Curt Bois)
- 1956 : Coup de fouet en retour : Johnny Cool (William Campbell)
- 1962 : Lawrence d'Arabie : Caporal William Potter (Harry Fowler)
- 1963 : La Grande Évasion : le commandeur Eric Ashley-Pitt « Dispersion » (David McCallum)
- 1966 : Rien ne sert de courir : Dimitri (Ben Astar)
- 1966 : L'agent Gordon se déchaîne de Sergio Grieco : Lao Pat (Leu Lii Young)
- 1967 : On ne vit que deux fois : Mr. Osato (Teru Shimada)
- 1968 : Les Bérets verts : le sergent Kowalski (Mike Henry)
- 1968 : Le Sergent : le caporal Cowley (Ronald Rubin)
- 1971 : Un homme à respecter : le garde de sécurité de la banque (John Bartha)
- 1971 : Quatre Mouches de velours gris : le passant barbu (Stefano Oppedisano)
- 1972 : Amigo, mon colt a deux mots à te dire : le directeur de la banque (Raffaelo Mottola)
- 1973 : Les Dix Derniers Jours d'Hitler : un officier allemand (Guy Standeven)
- 1974 : La Grande Casse : l'animateur radio de Kfox (Jonathan E. Fricke)
- 1974 : Le Retour du dragon[2] : Jimmy Kee (Hal Yamanouchi)
- 1975 : Les Requins : le lieutenant de la Police mexicaine (Carmen Argenziano)
- 1975 : Le Tigre de papier : Sokono (Salleh Joned)
- 1975 : Liquidez l'inspecteur Mitchell : Edmondo Bocca (Duffy Hambleton)
- 1980 : Le Jour de la fin du monde : Sam (Pat Morita)
- 1980 : Stardust Memories : un admirateur de Sandy[Qui ?]
- 1981 : La Vallée de la mort : voix du cowboy du film TV
- 1994 : Greedy : Bartlett (Kevin McCarthy)

Films d'animation
- 1998 : Excalibur, l'épée magique : Merlin

### Télévision
Séries télévisées
- 1974-1983 : La Petite Maison dans la prairie : Nels Oleson (Richard Bull) voix de remplacement

Séries d'animation
- Candy : Albert (jusqu'à l'épisode 47)
- Capitaine Flam : Kim Iwan (La Révolte des prisonniers)